# Raimund III. (Toulouse)
Raimund III. Pons († nach 961) aus der Familie der Raimundiner Graf von Toulouse ab 924. Er war der Sohn des Grafen Raimund II. und der Gunhilde. In den Chroniken wurde er Regimundo Pontio genannt, weshalb er auch als Pons I. (und sein Enkel als Pons II.) bezeichnet wird.

## Leben
Raimund konkurrierte mit Herzog Wilhelm II. von Aquitanien um die Vorherrschaft in Aquitanien und vertrieb im Jahr 924 die Ungarn aus der Provence. Nach dem Tod Herzog Acfreds von Aquitanien (927) beanspruchte er dessen Erbe gegen den Grafen Ebalus Mancer von Poitou. Raimund gelang es zeitweise die Auvergne, das Gévaudan und dauerhaft die gotische Mark (Septimanien) zu besetzen. Er hatte dabei die Unterstützung König Rudolfs, dem er im Jahr 932 huldigte und formell mit dem Herzogtum Aquitanien (Aquitanorum duce) und der gotischen Mark beliehen wurde. Im Kampf um Aquitanien war Raimund aber seinem Konkurrenten Wilhelm Werghaupt unterlegen, der bis zum Jahr 954 die Kontrolle über die Auvergne gewann, konnte aber seine Oberherrschaft über das alte Gothien als Gothorum principe aufrechterhalten. Im Jahr 944 wurden ihm von König Ludwig IV. und Hugo Magnus seine gehaltenen Besitzungen bestätigt. Er wurde dadurch Lehnsherr der Grafschaften Carcassonne und Razès sowie der Vizegrafschaften Albi, Béziers und Agde.
Bereits im Jahr 936 hatte er das Kloster Chanteuges gegründet.

## Ehe und Nachkommen
Raimund heiratete Gersende, eine Tochter von Garcia II. Sanchez Herzog von Gascogne, mit der er mehrere Kinder hatte:
1. Wilhelm III. Taillefer[1]
2. Pons Raimund, † wohl 989, Graf von Albigeois
3. Raimund
4. Ledgarde, † nach 977; ⚭ 968 Borrell II. Graf von Barcelona, Girona und Osona, † 30. September 992
5. Ramona; ⚭ Atton, Vizegraf von Soule

## Anmerkung
1. ↑   Die Foundation of Medieval Genealogy gibt eine andere Filiation zwischen Raimund III. und Wilhelm III. an, schiebt vor allem zwei Raimund-Generationen ein, mit denen das Problem der 113 Jahre zwischen der ersten Erwähnung Raimunds III. und dem Tod Wilhelms III. angegangen wird; Quelle hierfür ist vor allem Christian Settipani: La Noblesse du Midi Carolingien, in: Prosopograhica et Genealogica, Band 5, 2004.

- Raimund III. Pons (* (900), † nach 944), ⚭ Gersende von Gascogne, Tochter von Garcia Sanchez

1. Raimund (IV.) (* (920/25) † vor 972) ⚭ NN (Gundinildis)
  1. Raimund (V.) (*940/950, † 972/79) ⚭ 975 Adelais von Anjou, Tochter von Graf Fulko II. von Anjou
    1. Wilhelm III. Taillefer (* (975), † 1037) ⚭ I Arsende, ⚭ II Emma von Provence

  2. Hugo († vor 992 auf der Jagd)
  3. Ledgarde (* (vor 957), † nach 977) ⚭ Borel II. Graf von Barcelona, † September 1037